# Adenochilus
 Adenochilus  es un género que tiene asignadas solamente dos especies de orquídeas de hábito terrestre.  Una especie que se encuentran en Nueva Zelanda sobre todo en la isla Sur y la Isla Stewart. La otra en las montañas azules en Australia.

## Hábitat y distribución

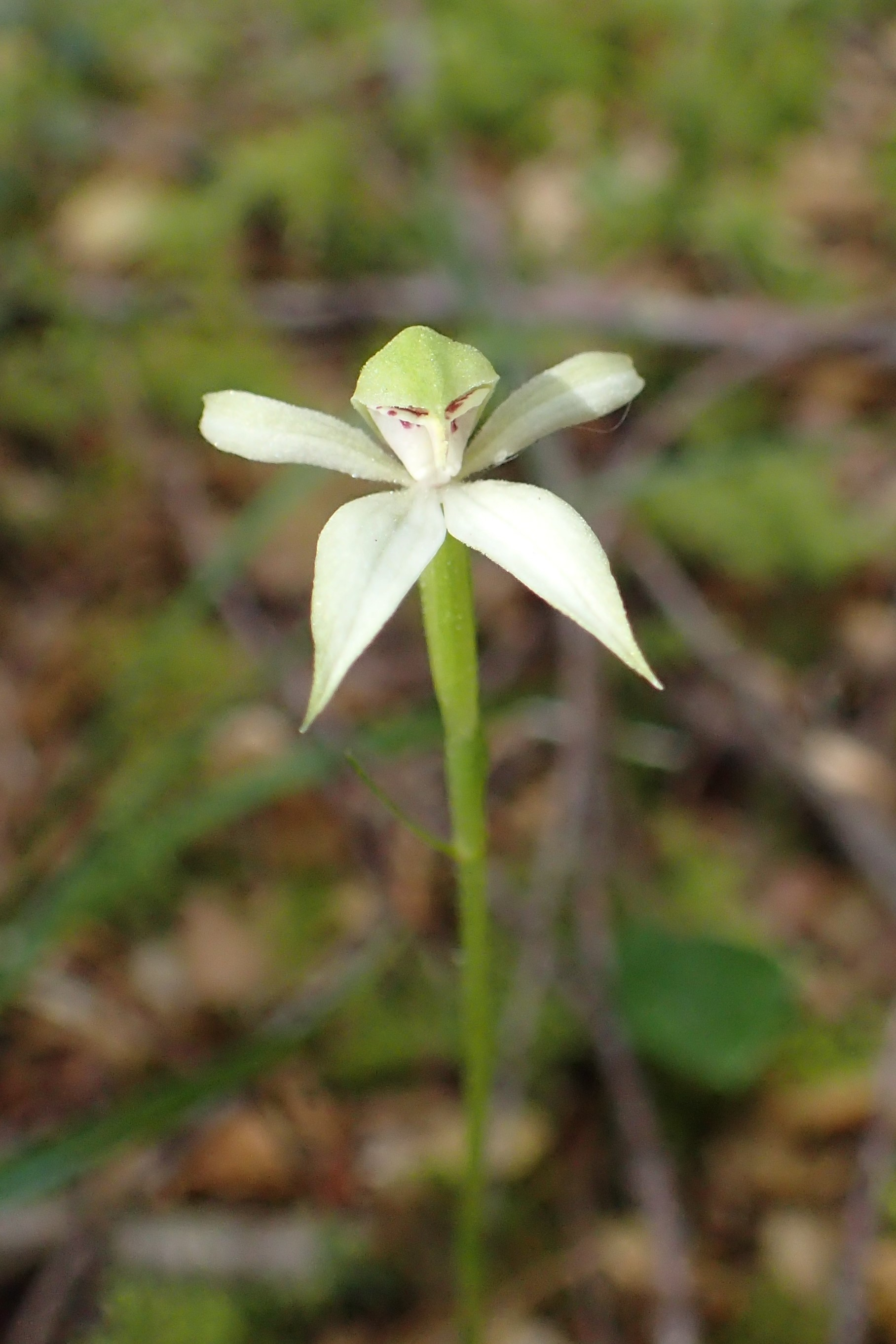
Adenochilus gracilis en Makarora, Otago (Nueva Zelanda)

La especie Adenochilus gracilis se encuentra en Nueva Zelanda sobre todo en la isla Sur y la Isla Stewart generalmente en zonas húmedas de bosques y Adenochilus nortonii que se encuentra en partes altas de las montañas azules, cerca de corrientes de agua y lugares húmedos. "Adelina falls" a 750 m de altitud. "Wentworth Falls", "Leura", "Katoomba", "Narrow Neck", "Medlow Bath", "Blackheath" al Mte. Victoria a 1040 metros de altitud.
Más al norte en "Barrington Tops" (240 km al norte de Sídney) en una altura de 1585 m, se encuentra asociada con musgos Sphagnum.
La localización más norteña en "Point Lookout" en el "New England National Park" a una altitud de 1600 m.

## Descripción
Las especies son anuales y tienen tallos cortos, erectos, no ramificados, con una hoja plana única membranosa, y la inflorescencia terminal con solo uno o dos flores resupinadas de colores apagados o segmentos blancos, externamente cubiertos con pelos glandulares rojizos. El sépalo dorsal es mucho más amplio que los demás,  los pétalos son más pequeños que los sépalos laterales. El labio es mucho más pequeño que los otros segmentos, trilobulada, con el lóbulo central estrecho y acuminado, unidos a la columna por una garra basal, cubierta de pequeñas glándulas que se hinchan y se centran en la línea de centro a lo largo del labio. La columna es curva y lisa, cubierta con pilosidad rojiza, acabando en los márgenes extremos denticulados que cubren casi completamente la cubierta de la antera y sus ocho polinios.

## Taxonomía
El género fue descrito por Joseph Dalton Hooker  y publicado en Flora Novae-Zelandiae 1: 246. 1853.
El género Adenochilus J.D. Hook., no se creó hasta 1853 cuando Joseph Dalton Hooker publicó el nombre basado en la especie de Nueva Zelanda: Adenochilus gracilis J.D.Hook. Esto fue casi cincuenta años después de la recolección y descripción que de ella hizo George Caley.
Fue también veintitrés años después de la colecta de material cerca del monte Victoria en Australia por J. Norton cuando Robert David Fitzgerald publicó el nombre Adenochilus nortonii Fitzg. basado en ese material que se había recogido.
Etimología
Adenochilus: nombre genérico que se refiere a las glándulas que posee en el labelo.

## Especies deAdenochilus
- Adenochilus gracilis Hook.f. 1853. " Gorro de druida", Endémica de la isla Sur de Nueva Zelanda y la Isla Stewart.
- Adenochilus nortonii Fitzg. 1876. (Sinónimo: Caladenia nortonii (Fitzg.) F. Muell. 1883). En las Montañas Azules de Australia.